# Stanislav Tesař
Stanislav Tesař (* 4. dubna 1940 Nová Říše) je český hudební vědec a organizátor a univerzitní pedagog. Žije v Brně, je ženatý a má dvě děti.

## Hudební vzdělání a činnost

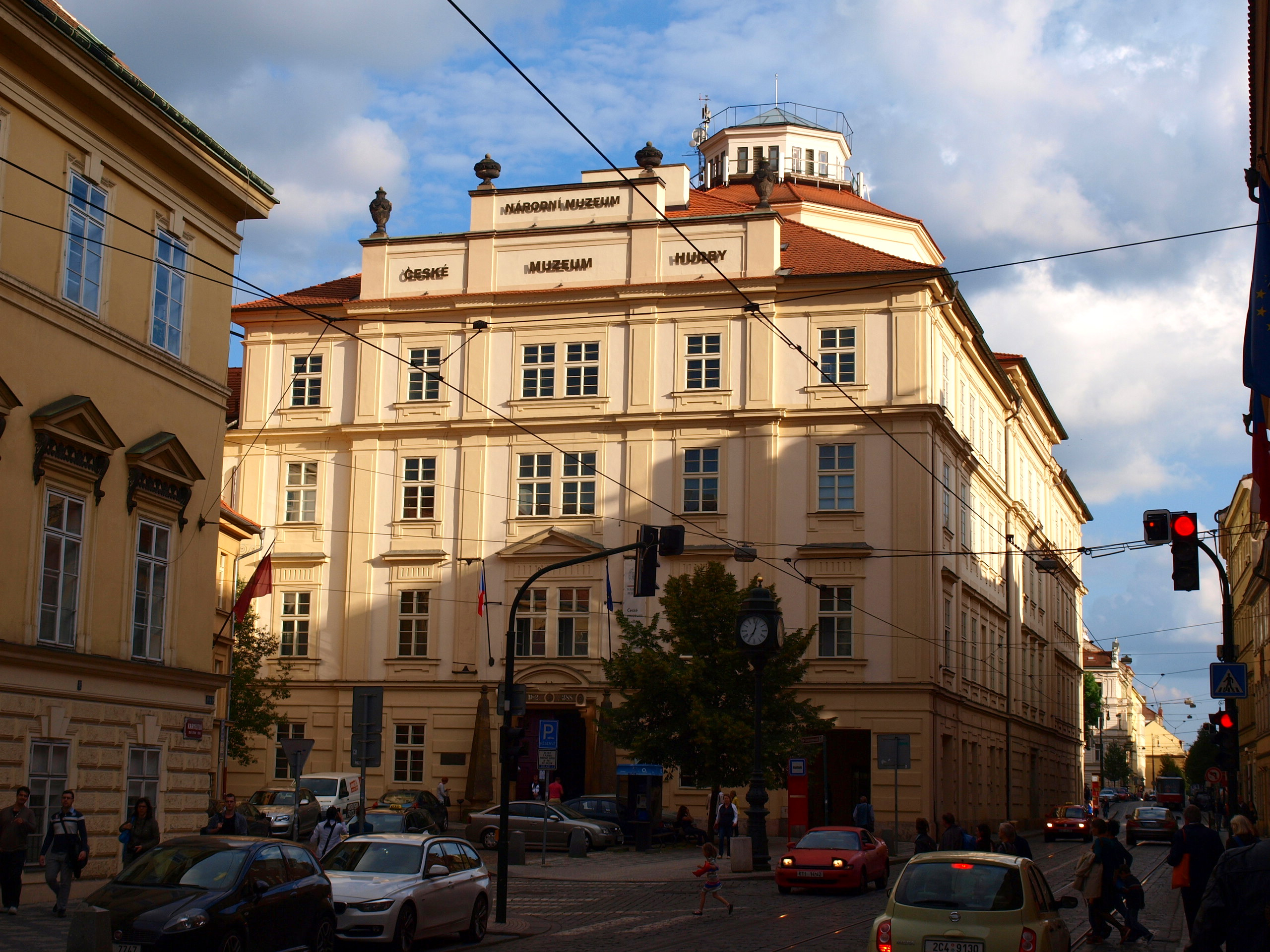
Dnešní budova Českého muzea hudby (Malá Strana, Praha 1), jehož ředitelem byl Stanislav Tesař v letech 1990–1996

Hudební vzdělání získal nejprve na Státní konzervatoři v Brně, kde v letech 1963–69 studoval obor kontrabas.

## Vědecká a teoretická činnost
V letech 1974–1978 pracoval v Kabinetu hudební lexikografie Filozofické fakulty Univerzity Jana Evangelisty Purkyně, byl také vedoucím sekretariátu České hudební společnosti.
V letech 1990–1996 působil jako ředitel Českého muzea hudby v Praze. Jeho působení bylo významné z hlediska organizace hudební kultury a muzikologického bádání. V muzeu se zasloužil např. o zahájení digitalizace materiálů a historických pramenů. Zároveň přispěl k řešení dislokační problematiky v první polovině 90. let.
Současně působil na poloviční úvazek v roce 1990 jako vědecký pracovník v Ústav teorie a dějin umění ČSAV a v roce 1994 jako člen redakční rady časopisu Hudební rozhledy, od roku 1998 byl členem výboru Mezinárodního hudebněvědného kolokvia Brno.
Významně se podílí na organizaci různých mezinárodních hudebních aktivit. Je také autorem mnoha hudebněvědných publikací v českém a německém jazyce, zejména v oboru staré hudby a notace.

## Pedagogická činnost
Od roku 1996 rovněž působí jako zástupce vedoucího katedry muzikologie Filozofické fakulty Univerzity Palackého v Olomouci. Od roku 1996 do současné doby pracuje jako odborný asistent a v letech 1998–1999 jako vedoucí Ústavu hudební vědy na Filozofické fakultě Masarykovy univerzity. Zde také vyučuje teorii hudebního zápisu, stará notace.